# Lordithon trimaculatus
Lordithon trimaculatus är en skalbaggsart som först beskrevs av Fabricius 1793.  Lordithon trimaculatus ingår i släktet Lordithon, och familjen kortvingar. Arten är reproducerande i Sverige.